# Oregon Route 210
Az Oregon Route 210 (OR-210) egy oregoni állami országút, amely kelet–nyugati irányban a 219-es út schollsi elágazásától a 217-es út beavertoni csomópontjáig halad.
A szakasz Scholls Highway No. 143 , illetve Scholls Ferry Road néven is ismert.

## Leírás
A szakasz Schollstól délnyugatra, a 219-es út hillsborói kereszteződésénél indul. A sherwoodi elágazást elhagyva a Tulatain-folyót keresztezve északkeletre fordul, majd a farmingtoni körforgalom után kelet, majd északkelet felé haladva eléri Kintont. A települést elhagyva a Mountainside Gimnáziumnál Beaverton South Cooper Mountain elővárosába érkezik, az út ezután szinte végig északkeleti vonalvezetésű. A 217-es országút tigardi felhajtóját elhagyva az út élesebb ívben halad északkelet felé. Whitford kerületben egy déli irányú félkör leírása után Raleigh Hills statisztikai település következik, amely után a pálya a 10-es út Portland irányú csomópontjába torkollik.